# Vlagyimir Georgijevics Tyitov
Vlagyimir Georgijevics Tyitov (oroszul: Влади́мир Гео́ргиевич Тито́в) (Szretyenszk, 1947. január 1. –) szovjet/orosz űrhajós.

## Életpálya
1965-ben végezte el a középiskolát, 1970-ben Ukrajnában, Csernyihivben diplomázott a Légierő iskolájában. 1974-ig pilóta-oktatóként szolgált az iskolában. Később repülési parancsnokként szolgált annál a repülőezrednél, ahol az űrhajósok hajtották végre a repülőgyakorlatokat. 10 különböző repülőgéppel 1400 órát töltött a levegőben. I. osztályú pilóta, III. osztályú berepülőpilóta. 1976. augusztus 23-tól részesült űrhajóskiképzésben. Öt vállalkozás alatt összesen 387 napot, 52 percet és 18 másodpercet töltött a világűrben. 1987-ben Moszkvában elvégezte a Gagarin Légierő Akadémiát. Űrhajós pályafutását 1998. augusztus 21-én fejezte be. A polgári életben igazgatóként helyezkedett el, ahol tudását a repülés, a világűr technológia területén kamatoztatta.

## Űrrepülések
- Szojuz T–8 űrhajó parancsnok. Sikertelen dokkolás a Szaljut–7 űrállomással.
- Szojuz T–10–1 sikertelen indítás. A Szaljut–7 űrállomás beüzemelésére készültek.
- Szojuz TM–4 - Mir - Szojuz TM–6. A TM–4, a Szojuz-program 80. repülése az űrállomásra. A TM–6-tal érkezett vissza a Földre.
- STS–63 kutatásfelelős. Az amerikai–orosz közös űrrepülések keretében a Discovery űrrepülőgép fedélzetén járt a világűrben.
- STS–86 kutatásfelelős. Az Atlantis űrrepülőgép fedélzetén járt a világűrben.

### Tartalék személyzet
- Szojuz T–5 űrhajó parancsnok. A szállítóűrhajó a Szaljut–7 űrállomás első személyzetét, vitte az űrállomásra,
- Szojuz T–9 űrhajó parancsnok. A szállító űrhajóval a negyedik küldetés volt a Szaljut–7 űrállomásra.
- Szojuz TM–2 űrhajó parancsnok. Személyzetet szállított a Szaljut–7 űrállomásra.
- STS–60 kutatásfelelős. Az amerikai űrrepülőgép-program 60., a Discovery űrrepülőgép 18. repülése volt.

Bélyegen is megörökítették az űrrepülését.

## Kitüntetések
Megkapta a Szovjetunió Hőse kitüntetést, kétszer a Lenin-rendet.